# پارک ملی خان-تنگیری
پارک ملی خان-تنگیری (به لاتین: Khan-Tengiri Nature Park) یک پارک ملی در قرقیزستان است که در شهرستان آق‌سو، قرقیزستان واقع شده‌است.